# The Face
The Face es el sexto disco japonés de BoA, sacado al mercado el 27 de febrero de 2008. Este CD tiene tres versiones: CD, CD+DV y CD+2DVD.

## Lista de canciones

### CD
1. "AGGRESSIVE"
2. "Sweet Impact"
3. "My way, Your way feat. WISE"
4. "be with you."
5. "Lose Your Mind feat.Yutaka Furukawa from DOPING PANDA"
6. "Girl in the Mirror"
7. "Happy Birthday"
8. "Diamond Heart"
9. "LOVE LETTER"
10. "BRAVE"
11. "ギャップにやられた！(Gyappu ni Yarareta!) (Hit By The Gap!)"
12. "Style"
13. "Smile again"
14. "Beautiful Flowers"
15. "Best Friend"

※ Solamente con la versión CD+DVD+DVD contenía la cancio Hey Boy, Hey Girl feat.BoA por Seamo.

## DVD Disco #1
1. Sweet Impact PV
2. LOVE LETTER PV
3. LOSE YOUR MIND PV
4. be with you. PV

※ Solo con CD+DVD+DVD contenía videos especiales:
1. BoA TV-THE FACE of BoA- be with you.
2. Special LIVE Performance – 65 minutes worth of clips

## DVD Disc #2
BoA '07 LIVE WORKS
1. BoA THE LIVE "X'mas" – (8 performances)
2. BoA ARENA TOUR 2007 MADE IN TWENTY(20)(4 Performances)
3. m-flo TOUR 2007 COSMICOLOR @ YOKOHAMA ARENA-the Love Bug Performance
4. Rhythm Nation 2007 (3 Performances)